# Datu Saudi-Ampatuan
Datu Saudi-Ampatuan è una municipalità di seconda classe delle Filippine, situata nella Provincia di Maguindanao, nella Regione Autonoma nel Mindanao Musulmano.
La municipalità è stata creata con delibera della Regione autonoma il 1º luglio 2003, separandola dalla municipalità di Datu Piang.
Datu Saudi-Ampatuan è formata da 14 baranggay:
- Bakat
- Dapiawan
- Elian
- Ganta
- Gawang
- Inaladan
- Kabengi
- Kitango
- Kitapok
- Madia
- Pagatin
- Penditen
- Salbu
- Sambulawan